# Вертіль Олександр Васильович
Олександр Васильович Вертіль (нар. 27 листопада 1958) — український письменник: поет, перекладач та журналіст. Член Національної спілки журналістів України (1981) та Національної спілки письменників України (1992). Заслужений журналіст України (2013). Голова Сумської організації НСПУ (2003—2018). Власний кореспондент газети «Урядовий кур'єр» у Сумській області.

## Біографія
Народився у смт Жовтневе Білопільського району (нині — селище Миколаївка Сумського району) в родині селян Василя Семеновича Вертіля (1925—1995) та Віри Трохимівни Вертіль (до шлюбу Мироненко) (1931—1993). Дитинство проходило в хуторі Гринівка (тепер Володимирівка, за 5 км від Тернів) Недригайлівського району.
Літературною творчістю захопився ще в школі, перша публікація з'явилася в районній газеті «Радянська правда» (Білопілля) у 1974 році. Друкувався в обласній молодіжній газеті «Червоний промінь». На час закінчення школи мав вже близько 30 публікацій.
1975 року вступив на філологічний факультет Сумського педагогічного інституту ім. А. С. Макаренка (нині — Сумський державний педагогічний університет імені А. С. Макаренка), відвідував літературну студію М. П. Мінакова. Через два роки перейшов на факультет журналістики Київського державного університету ім. Т. Г. Шевченка, відвідував студію ім. М. Рильського, де в той час навчалися Оксана Забужко, Василь Герасим'юк, Василь Бондар, Тамара Герасименко, Василь Клічак, Михайло Василенко та чимало інших. Тоді ж познайомився з багатьма відомими українськими письменниками: Миколою Вінграновським, Миколою Лукашем, Володимиром Яворівським, Віктором Тереном, які вплинули на подальше становлення молодого поета і журналіста.
У вересні 1977 року проходив першу газетярську практику в редакції білопільської районної газети «Радянська правда». З 1979 року почав публікуватися в газеті «Київський університет», журналах «Ранок», «Дніпро». щоквартальнику «Поезія».
У 1980—2008 роках працював кореспондентом, завідувачем відділу сільського господарства, першим заступником головного редактора Сумської обласної газети «Ленінська правда» (з серпня 1990 р. — «Сумщина»). Автор численних газетних публікацій: репортажів, звітів, інтерв'ю, портретних нарисів тощо. З листопада 2008 року — власний кореспондент всеукраїнської газети «Урядовий кур'єр» в Сумській області.
У творчому доробку журналіста низка інтерв'ю з відомими діячами культури і мистецтва України, серед яких: співаки Анатолій Мокренко, Іво Бобул, Фемій Мустафаєв, Катерина Бужинська, письменники Іван Драч, Михайло Слабошпицький, Володимиром Яворівський, Євген Дудар, Анатолій Кичинський, Василь Шкляр, син письменника Івана Багряного Нестор Багряний, а також актори, художники, вчені, мистецтвознавці та багато інших.
2023 року в Сумах вийшла друком нова книга Олександра Вертіля «Репетиція діалогу» (журналістські інтерв'ю впродовж останніх півтора десятиріччя), яка містить 51 інтерв'ю з видатними особистостями України, Сумщини, а також японським перекладачем і дослідником творчості Давида Бурлюка Акірою Судзукі та литовським режисером Лінасом Зайкаускасом.
Член Національної спілки письменників України з червня 1992 року, голова Сумської організації НСПУ, член Президії НСПУ (2003—2018).
Як член редакційної колегії проєкту по створенню антології «Сумщина. Велика спадщина» брав участь у підготовці томів «Поезія» (2019)  та «Проза» (2020—2021).

## Творчість

### Поетична творчість
Як поет Олександр Вертіль дебютував в альманаху «Вітрила-79» (Київ : Молодь, 1979).
На початку 80-х підготував до друку першу книжку, але з'явилася вона лише в 1990-му році — «Троянди на пероні» (Київ, «Молодь»), а в 1991-му вийшла друга — «Ювілей літа» (Харків, «Прапор»).
Автор низки поетичних збірок, удостоєних високих відзнак. 2005 року Олександр Вертіль став лауреатом Всеукраїнської літературної премії імені Олександра Олеся за кращу книгу лірики «Паморозь». Поетичний доробок митця за чверть століття представлено у двотомній збірці «На просторі часу» (2008, 2010). Збірка «Геометрія вогню» (2018) — найповніше видання віршів поета. Переднє слово до цієї книги — «„Домашнє завдання“ на завтра (Олександр Вертіль і його дорога)» — написав Михайло Слабошпицький, післямову «Мій побратим і земляк Олександр Вертіль» — відомий співак, народний артист України Анатолій Мокренко. Вірші поета перекладалися російською, білоруською, болгарською, італійською мовами.
Олександр Вертіль є автором текстів низки популярних пісень. Поет співпрацює з відомим українським композитором Леонідом Нечипоруком, близько 20 вокальних творів написав у співавторстві з сумським композитором і виконавцем Валерієм Козупицею.
Разом з В. Козупицею удостоєний диплому із золотими іменними дисками як автор слів пісні «Часы любви» за підсумками Всеукраїнського фестивалю сучасної пісні «Шлягер року — 2005», нагороджений дипломом фестивалю «Шлягер року — 2016» за пісню «Моє місто».

### Перекладацька діяльність
Олександр Вертіль — відомий майстер літературного перекладу, в його творчому доробку переклади віршів поетів Білорусі, Болгарії, Італії, Литви, Росії.
Автор книги «Світило Бурлюка зійшло…» (Суми, 2009) — першої в світі збірки перекладів віршів відомого поета-футуриста, художника, уродженця Сумщини Давида Бурлюка (1882—1967) рідною для нього українською мовою. Презентація цього унікального видання відбулася в Національній спілці письменників України (Київ, 2010).
2014 року у київському видавництві «Ярославів Вал» вийшла друком збірка «Поети брати Бурлюки. Тонкофінгерпринт», в якій зібрані 140 віршів Давида та Миколи Бурлюків. Книжка побудована за принципом «білінгви»: вірші подані як мовою оригіналу, тобто російською, так і в перекладі українською. Вона презентує 25 кольорових репродукцій картин Давида Бурлюка та відкриває читачам поетичну спадщину його рідного брата Миколи, уродженця містечка Котельва на Полтавщині. Вступне слово до збірки «Давид і Микола Бурлюки. І довкола» написав відомий український культуролог і вчений Вадим Скуратівський. Дослідник творчості Давида Бурлюка, знаний український мистецтвознавець, професор Дмитро Горбачов, який був автором післямови до книги, назвав переклади Олександра Вертіля блискучими й віртуозними.
За високий рівень перекладацької майстерності Олександр Вертіль став лауреатом престижних премій: літературної премії імені В. Мисика — за першу збірку і Всеукраїнської літературної премії імені М. Кирієнка-Волошина та Міжнародної літературно-мистецької премії імені П. Куліша — за другу.
Упродовж багатьох років Олександр Вертіль як уповноважений представник Ліги українських меценатів у Сумській області бере участь у проведенні Міжнародного конкурсу знавців української мови імені Петра Яцика. За цю роботу, вагомий внесок у популяризацію української мови, перекладацьку діяльність він удостоєний Міжнародної премії імені Дмитра Нитченка (2011).

### Художня публіцистика
Авторству Олександра Вертіля належить серія книг про зірок спорту Сумщини.
Книга «Олександр Шапаренко: на гребені хвиль» (Суми, 2015, 2018)  розповідає про двократного олімпійського чемпіона, семиразового чемпіона світу з веслування на байдарках і каное Олександра Максимовича Шапаренка.
Книга «Володимир Голубничий: 20 кілометрів до тріумфу» (Суми, 2017) присвячена дворазовому олімпійському чемпіону зі спортивної ходьби Володимиру Степановичу Голубничому.
Біатлоністка, срібна призерка Олімпійських ігор Олена Петрова стала героїнею книги «Олена Петрова: срібний сніг» (Суми, 2018).
Як продовження серії з'явилося видання «Сумщина олімпійська: «Citius, Altius, Fortius!» (Суми, 2019).
За труд, ініціативність, наполегливість, патріотизм, бажання прославити найвидатніших олімпійців Сумщини Олександр Вертіль отримав відзнаку Сумської обласної ради «За заслуги перед Сумщиною» III ступеня та Подяку Сумської міської ради з нагрудним знаком.

## Нагороди та відзнаки
- Лауреат всеукраїнських та міжнародних літературних премій — «Світлослов» (за «Тонкосвітлу ліричну струну», м. Коломия Івано-Франківської області, 2004), імені Олександра Олеся (2005)[12], імені Василя Мисика (2010)[13], імені Дмитра Нитченка (2011), імені Максиміліана Кирієнка-Волошина (2016)[14], імені Пантелеймона Куліша (2018)[15], імені Володимира Сосюри (2019)[16][17], імені Володимира Свідзінського (2020)[18], літературно-мистецького фестивалю «Голосіївська осінь» імені Максима Рильського (2020)[18], Всеукраїнської літературної премії імені Івана Багряного (2024)[19].
- Лауреат сумської обласної премії імені Пилипа Рудя (1982), обласної літературно-краєзнавчо-мистецької премії (2021)[20], обласної премії імені Олександра Паліцина (2022).
- Відзначений подякою управління культури Сумської ОДА  за багаторічну творчу співпрацю та значний особистий внесок у розвиток культурно-мистецької Сумщини (2017)[21].
- Почесний громадянин селища Миколаївка (2017)[22].
- Почесна відзнака Сумської обласної ради «За заслуги перед Сумщиною» III ступеня (2019)[23].

## Вибрані твори

### Збірки віршів
- Троянди на пероні: поезії / О. В. Вертіль. — Київ: Молодь, 1990. — 40 с. — (Перша книга поета).
- Ювілей літа: поезії / О. В. Вертіль ; авт. передмови М. В. Шевченко. — Харків: Прапор, 1991. — 54 с.
- Слобожанська сіль: поезії / О. В. Вертіль. — Суми: Слобожанщина, 1996. — 52 с.
- Паморозь: поезії / О. В. Вертіль. — Суми: Слобожанщина, 2004. — 112 с.
- Без назви: поезії / О. В. Вертіль. — Суми: Мрія, 2007. — 192 с.
- На просторі часу: поезії останнього чвертьстоліття: у 2-х кн. / О. В. Вертіль. — Суми: Мрія, 2008 ; 2010.
- Геометрія вогню: поезії / О. В. Вертіль ; передмова М. Слабошпицького ; післямова А. Мокренка. — Суми: Мрія, 2018. — 480 с.

### Переклади
- Бурлюк Д. Світило Бурлюка зійшло… : поезії / пер. з рос. О. Вертіля ; передмова О. Капітоненка. — Суми: ДВНЗ «Українська академія банківської справи Національного банку України», 2009. — 60 с. : іл.
- Поети брати Бурлюки. Тонкофінгерпринт: поезії / Д. Бурлюк, М. Бурлюк ; пер. з рос. О. Вертіля ; передмова В. Скуратівського ; післямова Д. Горбачова. — Київ: Ярославів Вал, 2014. — 262 с. : іл.

### Документально-художні твори
- Олександр Шапаренко: на гребені хвиль / О. В. Вертіль. — Суми: Мрія, 2015. — 144 с. : фот.
- Володимир Голубничий: 20 кілометрів до тріумфу / О. В. Вертіль. — Суми: Мрія, 2017. —192 с. : фот.
- Олександр Шапаренко: на гребені хвиль / О. В. Вертіль. — 2-ге вид., допов. — Суми: Мрія, 2018. — 192 с. : фот.
- Олена Петрова: срібний сніг / О. В. Вертіль. — Суми: Мрія, 2018. — 192 с. — фот.
- Сумщина олімпійська: «Citius, Altius, Fortius!» / О. В. Вертіль. — Суми: Мрія, 2019. — 192 с. : фот.
- Репетиція діалогу / О. В. Вертіль. — Суми: Еллада, 2023. — 288 с.